# Нижинский, Вацлав Фомич
Ва́цлав Фоми́ч Нижи́нский (пол. Wacław Niżyński; 28 февраля [12 марта] 1890, Киев, Российская империя — 8 или 11 апреля 1950, Лондон, Великобритания) — русский танцовщик и хореограф польского происхождения, новатор танца. Один из ведущих участников Русского балета Дягилева. Брат танцовщицы Брониславы Нижинской. Хореограф балетов «Весна священная», «Послеполуденный отдых фавна», «Игры» и «Тиль Уленшпигель». В 1909—1913 годах ведущий танцовщик и балетмейстер труппы Русский балет Дягилева.
С 1913 года — в эмиграции.

## Биография

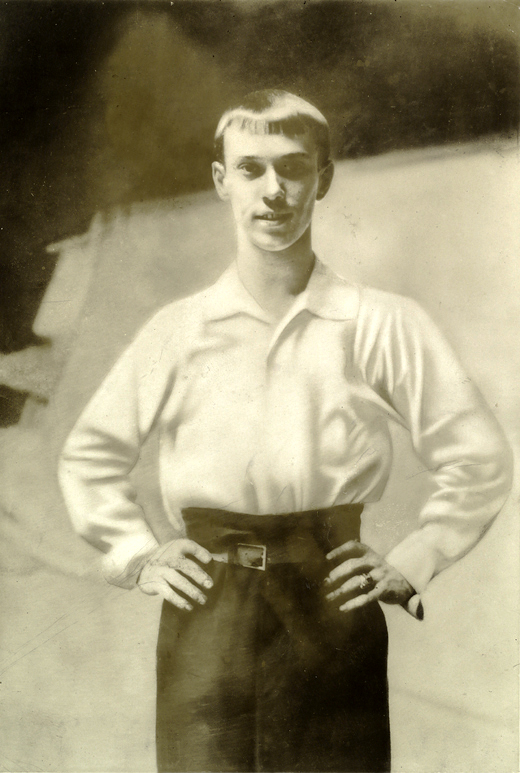
Вацлав Нижинский (1907)

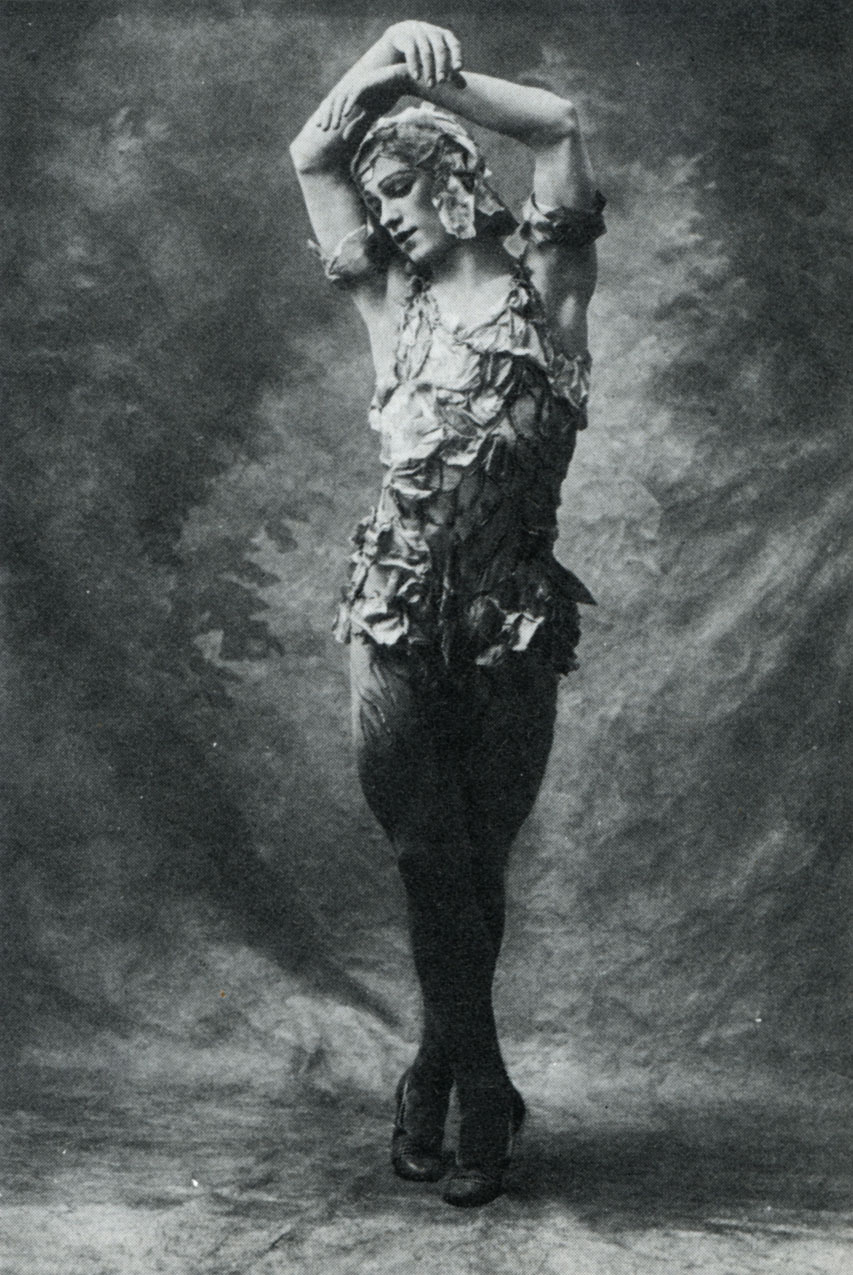
Вацлав Нижинский в балете «Видение Розы»

Родился в Киеве, вторым сыном в семье польских балетных танцовщиков — первого номера Томаша Нижинского и солистки Элеоноры Береды. Дата рождения точно не известна, балетовед В. М. Красовская указала возможные варианты: 17 декабря 1889 года; 28 февраля/12 марта 1890 года. Элеоноре было 33 года и она была на пять лет старше своего мужа. Крестили Вацлава в католичестве в Варшаве. Через два года у них родился и третий ребёнок — дочь Бронислава. С 1882 по 1894 год родители гастролировали в составе балетной труппы Йозефа Сетова. Всех детей отец приобщал к танцам с самого раннего детства. Впервые на сцене Вацлав выступил, когда ему было пять лет, станцевав гопак в антрепризе на сцене Одесского театра.
После смерти Йозефа Сетова в 1894 году его труппа распалась. Нижинский-отец пробовал создать свою труппу, но вскоре предприятие прогорело, начались годы трудных скитаний и случайных заработков. Вероятно, Вацлав помогал отцу, выступая на праздниках с небольшими номерами. Известно, что он выступал в Нижнем Новгороде на Рождество. В 1897 году во время гастролей в Финляндии, Нижинский-отец влюбился в молодую солистку Румянцеву и ушёл из семьи. Родители развелись. Элеонора с тремя детьми отправилась в Петербург, где друг её молодых лет, польский танцовщик Станислав Гиллерт, был преподавателем в Петербургском балетном училище. Гиллерт обещал ей помочь.
Старший сын Нижинских, Станислав (Стасик), ещё в детстве выпал из окна и с тех пор был «немного не от мира сего». Одарённый и хорошо подготовленный Вацлав был легко принят в Петербургское балетное училище в 1898 году. Через два года в эту же школу поступила и его сестра, Броня. В школе стали проявляться некоторые странности и в характере Вацлава, один раз он даже попал на осмотр в клинику для душевнобольных, — видимо, сказывалась какая-то наследственная болезнь. Однако Вацлав обладал неоспоримым талантом танцовщика и быстро обратил на себя внимание педагога, когда-то выдающегося, но уже немного старомодного танцовщика Н. Г. Легата.
С марта 1905 года Михаил Фокин, педагог-новатор училища, ставил ответственный экзаменационный балет для выпускников. Это был его первый балет в качестве балетмейстера, — он выбрал «А́цис и Галатея». На роль фавна Фокин пригласил Нижинского, хотя тот и не был выпускником. В воскресенье, 10 апреля 1905 года, в Мариинском театре состоялось показательное выступление, в газетах появились рецензии, — и во всех отмечали необыкновенную одарённость юного Нижинского:

Выпускник Нижинский изумил всех: юному артисту едва 15 лет и предстоит провести в школе ещё два года. Тем более приятно видеть такие исключительные данные. Лёгкость и элевация, вместе с замечательно плавными и красивыми движениями — поразительны. <…> Остаётся пожелать, чтобы 15-летний артист не остался вундеркиндом, а продолжал совершенствоваться.— Борисоглебский М. В. Материалы по истории русского балета. 1939. С. 111—112.
В 1907 году Нижинский окончил училище и был принят в Мариинский театр, где уже выступал с 1906 года. Благодаря выдающемуся таланту танцовщик быстро занял положение премьера, став партнёром М. Ф. Кшесинской, О. И. Преображенской, А. П. Павловой, Т. П. Карсавиной. Исполнил роли в балетах М. М. Фокина «Павильон Армиды» (Белый раб, 1907), «Египетских ночей» (Раб, 1908), «Шопениана» (1908) и других балетах академической школы. В Мариинском театре служил до января 1911 года, когда был уволен с большим скандалом по требованию императорской семьи, так как выступил в балете «Жизель» в костюме, который сочли неприличным.
С. П. Дягилев пригласил В. Ф. Нижинского участвовать в Русском сезоне 1909 года, во время которого танцовщик стал сенсацией и снискал огромный успех. За способность к высоким прыжкам и длительной элевации его назвали человеком-птицей, вторым Вестрисом. С 1909 по 1913 год Нижинский был ведущим танцовщиком Русских сезонов, исполнив роли в опробованных на сцене Мариинского театра постановках Фокина и в его же новых балетах для труппы Дягилева. После ухода Фокина из труппы в 1912 году Нижинский стал в ней балетмейстером на короткое время, осуществив постановки балетов «Весна священная» и «Игры».
- 1909
  - «Павильон Армиды»
  - «Пир», дивертисмент на музыку русских композиторов
  - «Сильфиды»
  - «Клеопатра» (переработанный из «Египетских ночей»)
- 1910
  - «Карнавал» на музыку Р. Шумана
  - «Шехерезада» Н. А. Римского-Корсакова
  - «Жизель»
  - «Ориенталии» в номерах на музыку Э. Грига и К. А. Синдинга в оркестровке И. Ф. Стравинского
- 1911
  - «Видение розы» К. М. Вебера, в котором поразил парижскую публику фантастическим прыжком в окно
  - «Нарцисс»
  - «Петрушка» И. Ф. Стравинского
  - «Лебединое озеро»
  - «Синий бог» Р. Ана
- 1912
  - «Послеполуденный отдых фавна» в собственной постановке на музыку К. Дебюсси
  - «Дафнис и Хлоя» М. Равеля
- 1913 — «Игры» в собственной постановке на музыку К. Дебюсси

## Хореограф

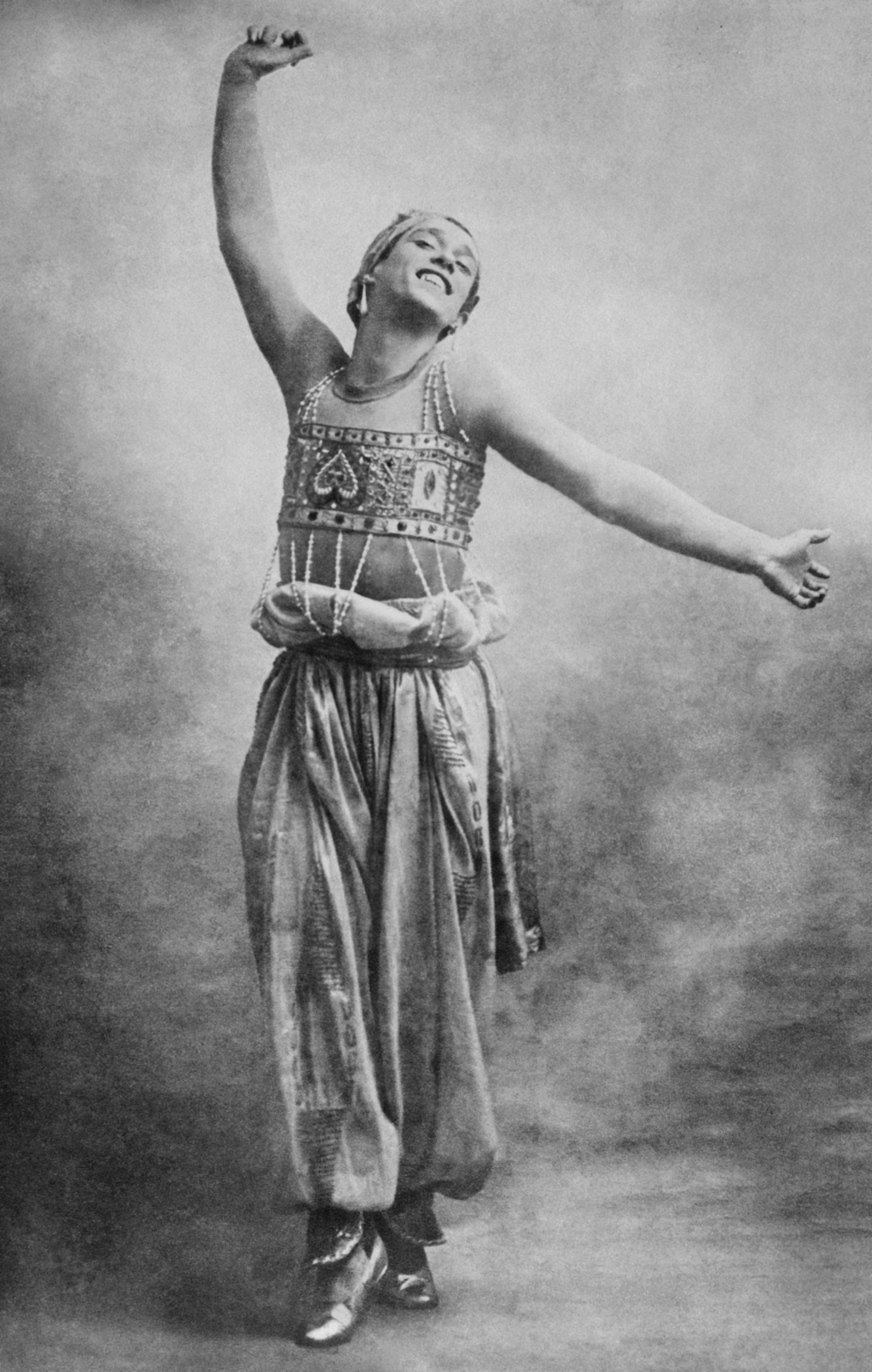
Вацлав Нижинский в балете «Шахерезада». Около 1912

Поощряемый Дягилевым, Нижинский попробовал свои силы как хореограф и втайне от Фокина репетировал свой первый балет — «Послеполуденный отдых фавна» на музыку К. Дебюсси (1912). Он построил свою хореографию на профильных позах, заимствованных из древнегреческой вазописи. Как и Дягилев, Нижинский был увлечён ритмопластикой и эуритмикой Далькроза, в эстетике которой он поставил в 1913 году свой следующий и наиболее значительный балет, «Весна священная». «Весна священная», написанная Стравинским со свободным использованием диссонанса, хоть и с опорой на тональность, и хореографически построенная на сложных комбинациях ритмов, стала одним из первых экспрессионистских балетов. Балет был не сразу принят, и его премьера закончилась скандалом, как и «Послеполуденный отдых фавна», шокировавший публику финальной эротической сценой. В том же году осуществил бессюжетный балет «Игры» К. Дебюсси, действие которого происходит на теннисном корте. Для этих постановок Нижинского был характерен антиромантизм и противостояние привычному изяществу классического стиля.
Парижскую публику очаровал несомненный драматический талант артиста, его экзотическая внешность. Нижинский оказался смелым и оригинально мыслящим хореографом, открывшим новые пути в пластике, вернувшим мужскому танцу былой приоритет и виртуозность. Своими успехами Нижинский был обязан и Дягилеву, который верил и поддерживал его в дерзких экспериментах.

## Личная жизнь
В юности у Нижинского были интимные отношения с князем Павлом Дмитриевичем Львовым, а позже с Дягилевым. В 1913 году, после отбытия труппы на южноамериканские гастроли, он познакомился на корабле с венгерской аристократкой и своей поклонницей Ромолой Пульской. Сойдя на берег, 10 сентября 1913 года они втайне от всех, в том числе от членов семьи, поженились. С Пульской он имел двух дочерей, Киру и Тамару. Дягилев, узнав о случившемся из телеграммы своего слуги Василия, приставленного присматривать за Нижинским, впал в бешенство и сразу же изгнал танцовщика из труппы — фактически, это положило конец его короткой головокружительной карьере. Будучи фаворитом Дягилева, Нижинский не подписывал с ним никаких контрактов и не получал жалования, как другие артисты — Дягилев просто оплачивал все его расходы из своего кармана. Именно этот факт позволил импресарио избавиться от ставшего неугодным артиста без всяких проволочек.

## Антреприза
Уйдя от Дягилева, Нижинский оказался в сложных условиях. Нужно было добывать средства к существованию. Гений танца, он не обладал способностями продюсера. Предложение возглавить балет «Парижская Опера» в Париже отверг, решив создать собственную антрепризу. Удалось собрать труппу из семнадцати человек (в неё вошла сестра Бронислава с мужем, также оставившие Дягилева) и заключить контракт с лондонским театром «Палас». Репертуар составили постановки Нижинского и, частично, — М. Фокина («Призрак розы», «Карнавал», «Сильфиды», которые Нижинский переделал заново). Однако гастроли не имели успеха и закончились финансовым крахом, что повлекло за собой нервный срыв и начало душевной болезни артиста. 

## Последняя премьера
Первая мировая война 1914 года застала супругов, возвращавшихся в Петербург, с новорождённой дочерью в Будапеште, где они оказались интернированы до начала 1916 года. Нижинский мучительно переживал и свой арест, и вынужденное творческое бездействие. Между тем Дягилев возобновил контракт с артистом для гастролей «Русского балета» в Северной и Южной Америке. 12 апреля 1916 года он станцевал свои коронные партии в «Петрушке» и «Видении розы» на сцене нью-йоркской «Метрополитен-опера». В том же году 23 октября в нью-йоркском театре «Манхэттен Опера» была показана премьера последнего балета Нижинского — «Тиль Уленшпигель» Р. Штрауса, в котором он исполнил главную партию. Спектакль, создававшийся в лихорадочной спешке, несмотря на ряд интересных находок, провалился.

## Болезнь

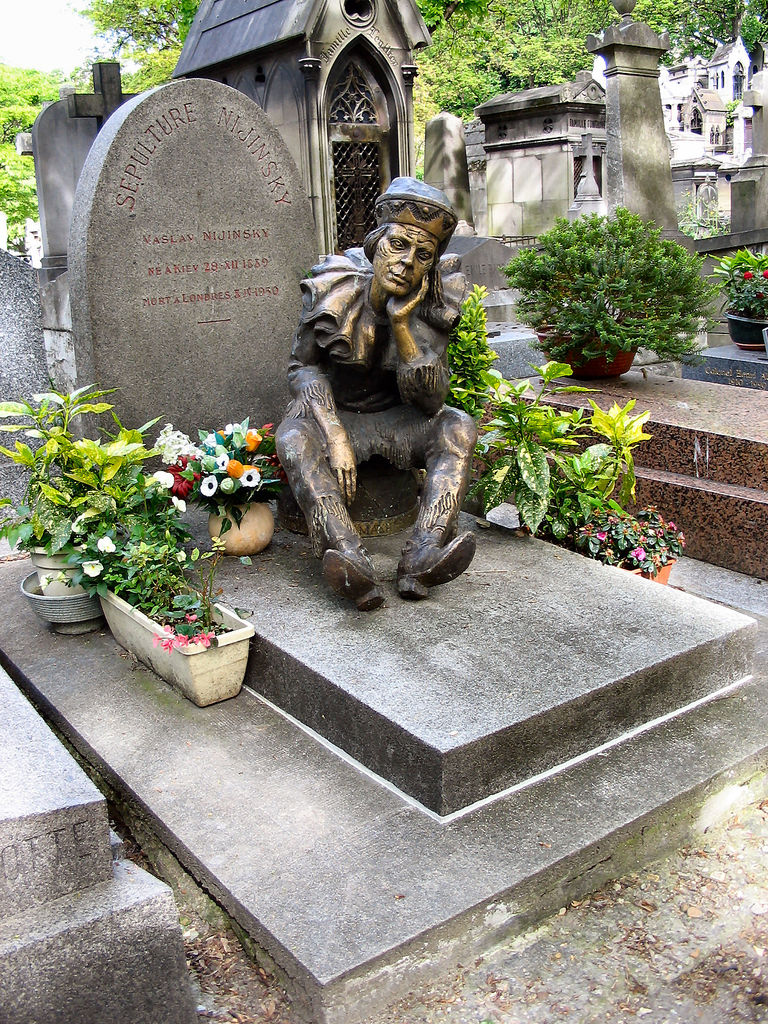
Надгробный камень Вацлава Нижинского на кладбище Монмартр в Париже. Статуя, воздвигнутая за счёт Сержа Лифаря, изображает Нижинского в партии Петрушки

Пережитые волнения сильно травмировали неустойчивую психику Нижинского. Роковую роль в его судьбе сыграло увлечение толстовством, популярным в эмигрантских кругах русской художественной интеллигенции. Члены труппы Дягилева толстовцы Немчинова, Костровский и Зверев внушали Нижинскому идею греховности актёрской профессии, чем усугубили его болезнь.
26 сентября 1917 года Нижинский последний раз вышел на сцену в балете «Видение розы» и вместе с семьёй обосновался в Швейцарии. Здесь ему стало легче, он размышлял о новой системе записи танца, мечтал о собственной школе, в 1918 году написал книгу «Дневник Нижинского» (издана в Париже в 1953 году).
Вскоре Нижинский был помещён в клинику для душевнобольных, где ему был поставлен диагноз шизофрения. Все последующие годы, до конца жизни, он находился в разных психиатрических клиниках, где лечился с переменным успехом. В 1945 году Нижинский был внезапно обнаружен корреспондентом Life в послевоенной Вене, танцующим среди советских солдат. Встреча с земляками произвела на Нижинского неизгладимое впечатление: почти не разговаривавший до этого, он стал общаться на родном языке с бывшими соотечественниками.
Скончался 11 апреля 1950 года в Лондоне.

## Перезахоронение праха
В 1953 году тело его было перевезёно в Париж и похоронено на кладбище Монмартр рядом с могилами легендарного танцовщика Г. Вестриса и драматурга Т. Готье, одного из создателей романтического балета. На его надгробии из серого камня сидит грустный бронзовый шут. Памятник создан в 1999 году русским скульптором  Олегом Борисовичем Абазиевым, профессором, заведующим кафедрой скульптуры  МАРХИ (Московский Архитектурный Институт), членом МОСХА, членом Объединения Московских Скульпторов. Нижинский изображён в костюме Петрушки, персонажа его любимого балета.

## Значение личности Нижинского

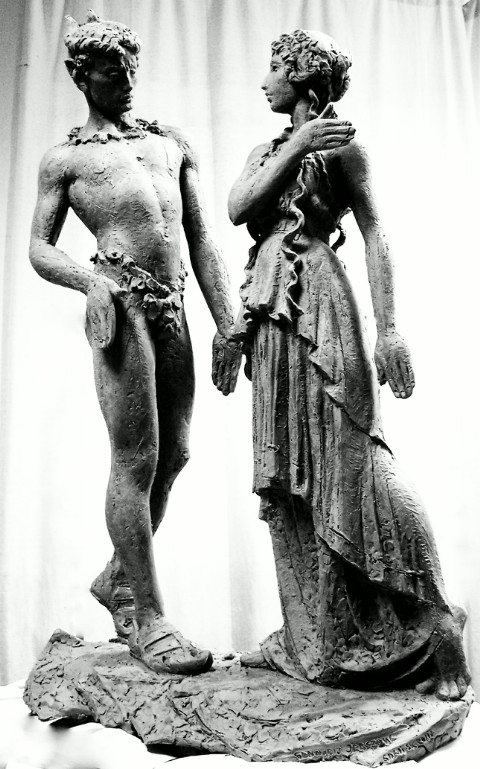
Нижинский в роли фавна, скульптор Геннадий Ершов. Установлено в 2011 году в Большом Театре в Варшаве

Критики [кто?] называли Нижинского «восьмым чудом света», высоко оценивая его талант. Его партнёршами были Тамара Карсавина, Матильда Кшесинская, Анна Павлова, Ольга Спесивцева. Когда он — бог балета — зависал в прыжке над сценой, казалось, что человек способен стать невесомым.

Он опровергнул все законы равновесия и перевернул их с ног на голову, он напоминает нарисованную на потолке человеческую фигуру, он легко чувствует себя в воздушном пространстве <…>— Жан Кокто
Нижинский обладал редкой способностью полного внешнего и внутреннего перевоплощения:

Мне страшно, я вижу величайшего актёра в мире.— Сара Бернар

Застигнут на краю блаженства,
Бескомпромиссен, как поэт,
Нижинский с силою не женской
Крутил воздушный пируэт.
Рождая горные вершины,
Он, духу тяжести назло,
То разжимался, как пружина,
То зависал, подняв крыло.
Как будто трепетно на волю
Бесстрашно вырвалась душа
Его безудержностью в роли,
Его волшебным антраша.
Он заглянул в иные дали,
Призвал к себе нездешний свет,
И это сальто-иммортале
Вращает Землю много лет.— Александр Карпенко
Нижинский совершил смелый прорыв в будущее балетного искусства, открыл утвердившийся позднее стиль экспрессионизма и принципиально новые возможности пластики. Его творческая жизнь была короткой (всего десять лет), но напряжённой. Личности Нижинского посвящён знаменитый балет Мориса Бежара 1971 года «Нижинский, клоун Божий» на музыку Пьера Анри и Петра Ильича Чайковского.
Нижинский был кумиром своего времени. В его танце сочетались сила и лёгкость, он поражал публику своими захватывавшими дух прыжками — многим казалось, что танцовщик «зависает» в воздухе. Он обладал замечательным даром перевоплощения, незаурядными мимическими способностями. На сцене от него исходил мощный магнетизм, хотя в повседневной жизни он был робок и молчалив.

## Награды
- Орден Академических пальм — удостоен степени командора после первого Русского сезона в Париже вместе с А. П. Павловой, М. М. Фокиным и С. Л. Григорьевым[10]

## Адреса в Санкт-Петербурге
- 1907—1908 — ул. Союза Печатников ,17 (доходный дом, архитектор А. И. Поликарпов);
- 1908—1911 — Большая Конюшенная улица, 13 (доходный дом Ф. К. Вебера, архитектор К.-Г. Альштрем);
- 1911—1913 — Английский проспект, 39 / Канонерская улица, 27 (доходный дом А. В. Красавина, архитектор И. Н. Иванов).

## Память
- В 1968 году в Монако была учреждёна Премия Нижинского[фр.], которую вручают артистам балета и хореографам.
- В рамках празднования 100-летия «Русских балетов» 11 июня 2011 года в фойе варшавского Большого театра была установлена бронзовая скульптура Вацлава и Брониславы Нижинских в образе Фавна и Нимфы из балета «Послеполуденный отдых фавна» (скульптор Геннадий Ершов).
- В честь Вацлава Фомича Нижинского розовому алмазу весом 27,85 карата, добытому 1 июля 2017 года на месторождении россыпи «Эбелях», присвоено имя «Нижинский»[11].

## Образ в искусстве

### В театре
- 8 октября 1971 — «Нижинский, клоун Божий», балет Мориса Бежара на основе дневников Вацлава Нижинского («Балет XX века[фр.]», Брюссель, в роли Нижинского — Хорхе Донн).
- 21 июля 1979 — «Вацлав», балет Джона Ноймайера по сценарному плану неосуществлённой постановки Вацлава Нижинского с использованием выбранной им музыки И. С. Баха (Гамбургский балет[англ.]).
- 1993 — «Нижинский» по пьесе Алексея Бурыкина (Театральное агентство «БОГИС», в роли Нижинского Олег Меньшиков).
- 1999 — «Нижинский, сумасшедший Божий клоун», спектакль по пьесе Глена Бламстейна (1986, театр на Малой Бронной, в роли Нижинского Александр Домогаров).
- 2 июля 2000 — «Нижинский», балет Джона Ноймайера (Гамбургский балет, в главной роли Иржи Бубеничек).
- 22 марта 2008 — «Нижинский, сумасшедший Божий клоун», спектакль по пьесе Глена Бламстейна (Театр кукол имени С. В. Образцова (режиссёр и исполнитель главной роли Андрей Денников).
- 19 апреля 2008 — NN (хореограф Ришард Калиновски, Люблинский театр танца)[12]
- 28 июня 2009 — «Павильон Армиды», балет Джона Ноймайера (Гамбургский балет, в роли Нижинского Отто Бубеничек и Александр Рябко).
- 2015 — «Письмо человеку», спектакль Роберта Уилсона по мотивам дневников танцовщика (в роли Нижинского Михаил Барышников).
- 2019 — «Нижинский. Гениальный идиот», спектакль в Театре им. Вахтангова по пьесе Ники Симоновой «Нижинский. Танец солнца»[13].
- 2019 — Sacre, балет хореографа Юка Оиши, композитор Игорь Стравинский, исполнитель Сергей Полунин.

### В кино
- 1980 — «Нижинский[англ.]», режиссёр Герберт Росс (на основе мемуаров Ромолы Нижинской и дневника Вацлава Нижинского, в главной роли — Жорж де ла Пенья[англ.]).
- 1983 — «Анна Павлова», режиссёр Эмиль Лотяну (в роли Нижинского Михаил Крапивин).
- 1990 — «Нижинский, марионетка Бога», телевизионный фильм Филиппа Валуа (в роли Нижинского Эрик Вю-Ан).
- 2001 — «Дневники Вацлава Нижинского[англ.]», режиссёр Пол Кокс[англ.] (дневники читает Дерек Джекоби).
- 2005 — Riot at the Rite, режиссёр Энди Уилсон (в роли Нижинского Адам Гарсия).
- 2009 — Nijinsky & Neumeier Soulmates in Dance, документальный фильм о значении Нижинского в творчестве хореографа Джона Ноймайера.
- 2013 — «Опиум[фр.]», режиссёр Ариэль Домбаль (в роли Нижинского Филипп Катрин[фр.]).

### В поп-музыке
- 1981 — упоминается в песне «Dancing» британской готик-рок группы Bauhaus.
- 1984 — певец Фредди Меркьюри в клипе на песню I Want to Break Free выступил в роли Фавна — знаковой партии Нижинского из его балета «Послеполуденный отдых фавна».
- 2000 — «Нижинский», альбом группы «Лайда», посвящённый танцовщику и его окружению (второй вариант — 2002).